# Gertraud Evers-Boelter
Gertraud Evers-Boelter, auch: Gertraud Boelter-Evers (* 1913 in Werdum, Kreis Obornik in der Provinz Posen; † 2006 in Lübeck) war eine deutsche Grafikerin.

## Leben
Gertraud Evers-Boelter wuchs, nach der Ausweisung ihrer Familie am Ende des Ersten Weltkrieges, in Wanne-Eickel auf.
Seit 1933 erhielt sie, nach dem Abitur, einen Studienplatz und besuchte die Abteilung Gebrauchsgrafik von Ernst Böhm und Oskar Hermann Werner Hadank an den Vereinigten Staatsschulen für freie und angewandte Kunst in Berlin; daneben war sie als Werkstudentin tätig.
Nach ihrer Ausbildung war sie als Grafikerin für Wirtschaftsbetriebe, unter anderem für das Berliner Warenhaus Wertheim, und für die Presse und Verlage tätig. Sie floh Mitte der 1940er Jahre von Berlin nach Lübeck.
Sie gründete zusammen mit ihrem späteren Ehemann, dem Lübecker Grafiker Werner Evers (* 1908 Bad Oldesloe; † 1976 Lübeck) und weiteren Kollegen, im Februar 1946 die Gemeinschaft Lübecker Maler und Bildhauer, auf deren Jahresausstellungen sie regelmäßig vertreten war. Gemeinsam mit ihrem Ehemann begann sie in einem gemeinsamen Atelier freischaffend zu arbeiten und beteiligte sich an den Landesschauen schleswig-holsteinischer Künstler 1955, 1956, 1959 und 1972.
Neben ihrer Arbeit im gebrauchsgrafischen Bereich gab sie auch noch Zeichenunterricht an verschiedenen Schulen, unter anderem einem Gymnasium und einer Berufsschule sowie an der Volkshochschule in Lübeck und erfüllte zahlreiche Kunst-am-Bau-Aufträge in Lübeck, Neumünster, Marne, Elmshorn, Seestermühe, Mölln und in weiteren Ortschaften.

## Werke (Auswahl)
- Schleswig-Holsteinisches Landesmuseum Schloss Gottorf, Schleswig.
- Museum für Kunst und Kulturgeschichte der Hansestadt Lübeck.
- Kulturamt Kiel.
- Wandgestaltung Lübecker Gebäude (1963) Im Brandenbaumer Feld 29, 23564 Lübeck-Eichholz: ehemaliges Jugendheim Eichholz (heute Mehrgenerationenhaus Eichholz), Eingangsdiele.[3]
- Wandgestaltung Ballspiel in der Siemser Landstraße 150, 23569 Lübeck: ehem. Luisenhof-Schule (2011 geschlossen).[4]
- Wandgestaltung von 1957 am Carl-Jacob-Burckhardt-Gymnasium, Erweiterungsbau, Außenwand, Ziegelstraße 38, 23556 Lübeck.[5]
- Wandgestaltung Musik (1963) an der Schule Grönauer Baum, Eingang zum Musiksaal, Reetweg 5–7, 23562 Lübeck.[6]
- Wandgestaltung Ballspiel (1977) an der Grundschule Eichholz, Turnhalle, Eingangsbereich, Bohlkamp 25, 23564 Lübeck.[7]